# 109
Năm 109 là một năm trong lịch Julius. 